# Mesapi
Mesapi (grško: Μεσσάπιοι [Messapioi], latinsko: Messapii), ljudstvo, ki je v antiki naseljevalo okolico Salenta v sedanji italijanski regiji Apuliji na skrajnem jugovzhodu Apeninskega polotoka. Njihovo ozemlje je imelo v različnih zgodovinskih obdobjih različna imena: Kalabrija, Mesapija in Japigija. Njihova največja naselja so bila Uzentum (Ugento), Rudiae (Lecce), Brindisium (Brindisi) in Hyria (Oria). Govorili so mesapski jezik.  
Ukvarjali so se predvsem z oljarstvom, vinogradništvom in živinorejo. Najbolj znani so bili po svojih konjih. Na njihovi fini keramiki so opazne podobe žensk v dolgih tunikah in venci ali kronami na glavi in moških v dolgih oblekah s kapucami, obutih v sandale.

## Ime
Avstrijski jezikoslovec Julius Pokorny (1887-1970), ki se je ukvarjal s preučevanjem keltskih jezikov, domneva, da je  etnonim Mesapi nastal iz besede messapia, ki pomeni "(mesto) med vodami". Prvi del besede, mess-, naj bi nastal iz praindoevropskega, albansko : mes, medhyo "sredina" ali "srednji", -apia pa iz praindoevropskega *ap- - voda. Na podoben način je nastal toponim Salapia – slana voda.

## Jezik
Govorili so mesapščino, indoevropski jezik, ki so ga govorila antična plemena v sedanji južni Italiji: Japigi, Mesapi in Pevketi. Mesapščina je bila po poreklu zelo verjeto ilirski jezik, kar se da sklepati iz enakih ali podobnih imen, vklesanih na nagrobnih spomenikih, in zapisih antičnih zgodovinarjev. Pisali so svojem jeziku v jonsko-tarentinski različici grškega alfabeta. Petdeset do sedaj odkritih napisov je samo delno razvozlanih.  Mesapščina je s privzemom latinščine in delno grščine postopoma izumrla.

## Zgodovina
Legendarni jezikoslovec Leonard R. Palmer je trdil, da so se Iliri, ki so v antiko vstopili v Italijo, sčasoma asimilirali in da je zelo verjetno, da so v Italijo prinesli mit o Troji in Eneji. Grški zgodovinar Herodot je v svojih Zgodbah zapisal izročilo, da je po smrti kralja Minosa  veliko število Krečanov odplulo v Sikanijo (sedanja Sicilija) in tam pet let brez uspeha oblegalo mesto Camicus. Po neuspešnem oblegaju so se morali zaradi lakote vrniti, na poti domov pa jih je neurje zaneslo na obalo, ki se je kasneje imenovala Japigija. Njihove razbite ladje so jih prisilile, da so se tam naselili. 
Po ustanovitvi Hyrie okoli 18. stoletja pr. n. št. so Mesapi ustanovili še druga mesta, ki so jih v 5. stoletju pr. n. št. poskušala osvojiti sosednja plemena. Mesapi so zaradi svoje izvrstne konjenice vse napade odbili. Zabeležen je tudi podatek, da se je  oddelek mesapskih lokostrelcev na atenski strani udeležil vojne proti Sirakuzam. 
Resnično poreklo Mesapov še vedno ni v celoti potrjeno. Najbolj verjetna je teorija, da so se doselili iz Ilirije, točneje iz današnje Albanije, na nasprotni obale Jadranskega morja. Po tej teoriji so prišli na področje Otranta okoli 10. stoletja pr. n št. in se od tam razširili na jug do današnjega mesta Santa Maria di Leuca in na sever do Taranta. Plovba med Albanijo in Otrantom je omenjena tudi v drugih zgodovinskih zapisih, na primer v Vergilovi Eneidi. 
Mesapi so se s širitvijo Rimske republike postopoma romanizirali.

## Mesta
Skoraj vsa mesapska mesta so zgrajena na vzpetinah in obdana z enojnim ali večkratnim obzidjem, zgrajenim iz pravilnih pravokotnih blokov, dolgih okoli 1,3 m in širokih okoli 0,6 m. Najpomembnejša naselja so bila:
- Alytia (Alezio)
- Aoxentum (Ugento)
- Brundisium (Brindisi)
- Cavallino
- Hodrum/Idruntum (Otranto)
- Hyria/Orria (Oria)
- Kaìlia  (Ceglie Messapica)
- Manduria
- Mesania (Mesagne)
- Neriton (Nardò)
- Rudiae (Lecce)
- Mios/Myron (Muro Leccese)

Mesapska mesta so bila med seboj neodvisna in so imela dobre trgovske stike z grškimi kolonijami. Mesapi so po grškem zgledu kovali svoj denar. Na osnovi najdenih predmetov se domneva, da so bile kovnice denarja v Brundisiju, Hyriji in drugih mestih. Denar je bil večinoma bronast, redko tudi srebrn. Na kovancih so bile podobe grških božanstev Atene, Herkula in Zevsa.

## Religija
Mesapska verovanja so malo poznana, njihova mitologija pa se je zelo verjetno zgledovala po grški. V svojih obredih so opravljali žgalne daritve, ker so oltarjih našli zoglenele ostanke prašičev in kipce golobic in prašičev. Pomembno vlogo v religiji so igrali konji, kar se je dogajalo tudi pri drugih praprebivalcih Apeninskega polotoka. Žrtvojanje konj morebiten namen njihovega žtrvovanja nista potrjena. 
Najstarejši mesapski grobovi so kamnite gomile. Kasneje so poznali tudi druge oblike pokopov. Podobno kot Grki so tudi Mesapisci svojim pokojne pokopavali v kamnitih grobovih pod stelami in novčičem v ustih.